# Sista försvarslinjen (musikalbum)
Sista försvarslinjen är ett musikalbum av hardcorebandet Sista sekunden från 2008. Skivan släpptes i 1 000 ex på CD och i 600 på 7".

## Låtlista
1. "Idol" - 1.16
2. "Du e inte unik" - 1.10
3. "Sista försvarslinjen" - 1.30
4. "Slagen men inte besegrad" - 1.36
5. "Köpenhamn" - 2.28
6. "Jag e ingenting" - 0.45
7. "Flock" - 1.34